# Denominació d'Origen O Ribeiro
La Denominació d'Origen O Ribeiro és una de les cinc denominacions d'origen vinícoles de Galícia, creada l'any 1932.
S'estén per la zona nord-oest de la província d'Ourense, a la confluència de les valls dels rius Miño, Avia i Arnoia. Té una extensió d'unes 2.800 hectàrees dels municipis d'A Arnoia, Beade, Boborás, Carballeda de Avia, O Carballiño, Castrelo de Miño, Cenlle, Cortegada, Leiro, Ourense, Punxín, Ribadavia, San Amaro i Toén. Les vinyes es troben a altituds d'entre 75 i 400 metres, en valls i pendents acusats salvats per terrasses anomenades socalcos o bocaribeiras, seguint les corbes de nivell.